# Methanopyrus kandleri
Methanopyrus kandleri ist ein extremophiles Lebewesen, das den Archaeen zugerechnet wird. Es stellt die einzige Art der Ordnung Methanopyrales dar.
Die Art M. kandleri wurde auf einem sogenannten Schwarzen Raucher entdeckt, in einer Tiefe von 2000 Meter. In ihrem Lebensraum herrschen Temperaturen von 84 bis 110 °C und sie kann sich noch bei Temperaturen von 122 °C fortpflanzen. Bei M. kandleri handelt es sich auch um das einzige Lebewesen, das über Topoisomerase V verfügt. Dieses reduziert Kohlendioxid zu Methan und ist damit ein Methanbildner.